# スパム電話
スパム電話（スパムでんわ）とは、迷惑電話の一種で、無差別に自動で電話をかけて予め録音した音声を流す行為のこと。名称は、電子メールにおけるスパムに由来する。